# Чумак-Кари (гора)
Чума́к-Кари́ (крим. Çumaq Qarı), також Чумакари та Чумакарська — гора в Сімферополі, біля однойменного села, належить до Кримських гір.
Частина хребта Беш-Тепе (крим. Beş Töpe, «П'ять пагорбів»)
Нзва походить з кримськотатарської мови: çum (діалектне, літературне çim) — дерен, aqar — стічний.

## Загальні дані

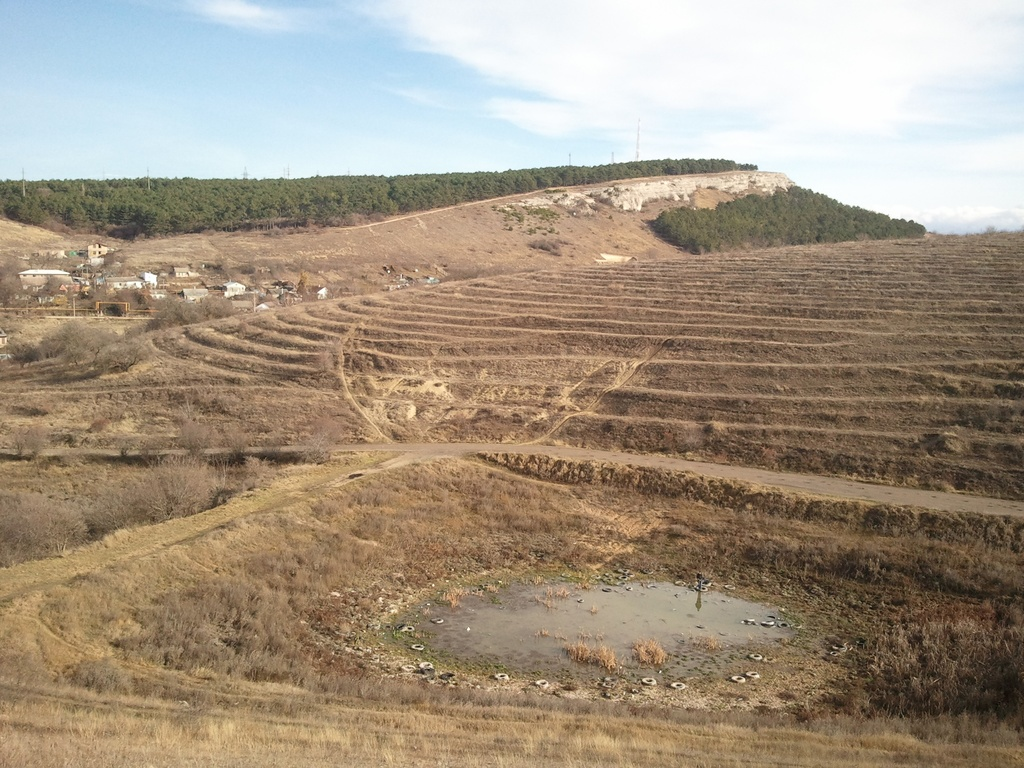
Гора Чума-Кари, вид з однойменного села

Являє собою куесту, розташовану в ланцюзі основного гребеня західної частини Другої гряди Кримських гір між Дженакай-Кир (Петровські висотами) та горою Юварлак Гюзель Даг.
Висота — 467,8 метрів.
Від височини Юварлак Гюзель Даг гору Чумак-Кари відокремлює розорана полями широка та плоска сідловина. У її північній частині, біля підніжжя гори Чумак-Кари знаходиться газова станція і маленький мусульманський цвинтар із похованнями 1992—1993 років.
Південний край куести крутий, має у верхній окрайці пояс невисоких скель. У мисовій частині обриву, під скелями розташований грот-навіс, що має у Бєлянського назву Кой-Коба. Своїм північно-західним краєм скельний обрив наближається до будинків села Чумак-Кари, розташованого в долині біля підніжжя масиву. Схили та вершинне плато вкрите сосновими посадками. Неподалік вершини, посеред сосен, знаходиться закрита територія з підземними резервуарами для зберігання води. На тій же території встановлено високу щоглу.